# 劉曼
长乐郡公主（?—?），东汉第十四任皇帝献帝刘协的女儿，名刘曼。黄初四年（223年）十二月丙寅，魏文帝曹丕册封刘曼为长乐郡公主，赐山阳公夫人汤沐邑，食邑各五百户。